# NGC 3823-2
NGC 3823-2 is een spiraalvormig sterrenstelsel in het sterrenbeeld Beker. Het hemelobject werd op 7 mei 1836 ontdekt door de Britse astronoom John Herschel.

## Synoniemen
- NPM1G -13.0345
- PGC 3093645